# Корейский сад

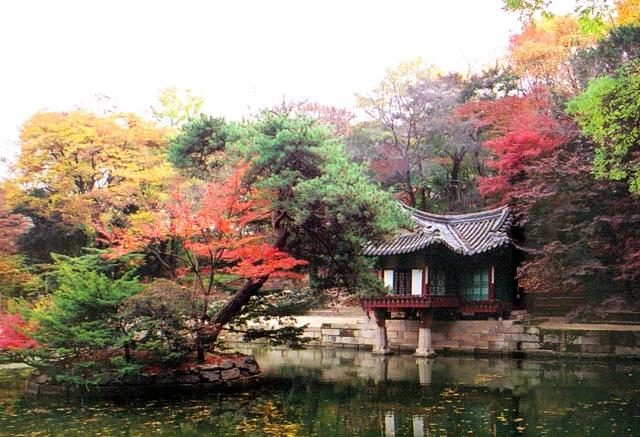
Чхандоккун

Корейский сад (кор. 한국의 정원?, 韓國的園林?) — сад, сочетающий в себе элементы природы и корейской культуры. По своему содержанию прост и более близок к природе. Корейский сад имеет двухтысячелетнюю историю. Наиболее древние записи, датируемые периодом трёх корейских государств (57 год до н. э. — 668 год н. э.), рассказывают об особенностях развития дворцовых и архитектурных садов того периода.

## История
Культура корейского сада существует уже более двух тысяч лет. В последние годы было обнаружено 300 документов, написанные ещё во времена Корё (918—1392) и династии Чосон (1392—1910), которые детально описывают традиционные корейские сады, многие из которых дошли до наших дней и в настоящее время их активно посещают туристы.
В доисторическое времена в Корее существовали традиционные верования в солнце, звёзды, воду, горы, камни и деревья. Особенно, люди того периода верили в камни, которые имели силу намного больше, чем у воды и других явлений природы. Также они верили, что камни порождали добрую волю Бога. Поэтому расположение камней считается одним из существенных элементов проектирования традиционного корейского сада. Корейцы недавно заново открыли для себя свои садовые традиции в каменной укладке алтарей, которые выражают древнее понятие круглого неба и квадратной земли. Также в садах встречается «susok» или «расположение камней». В последние годы возродился интерес к расположению камней в садах. В целом, корейский садовая культура «susok» может быть описана по этапам её развития. Даже в период примитивного земледелия, камни были существенным элементом в строительстве садов. В связи с этим для шаманских обрядов расположение камней было сделано в форме святынь или алтарей неба.
Во времена трёх корейских государств (57 год до н. э. — 668 год н. э.) дворцовые сады возводились на крупных камнях. А в IV веке, благодаря распространению буддизма на Корейском полуострове, появились храмовые сады. В ранний период династии Корё, когда буддизм стал национальной религией, сады стали сооружать в стиле «hwagye» (сад на каменных террасах), который представлял собой Son (Zen) буддийское расположение камней. В середине периода Корё становится популярным новый стиль каменных садов — «imchon», который содержит павильоны и каменные водоёмы, окружённые красивым лесом. Во времена династии Чосон во многих дворах домов сады были выполнены в стиле «hwagye», а сады, примыкающие к особнякам, были построены в стиле «imchon».
Во время русско-японской войны 1904—1905 гг. Корейский полуостров был оккупирован японскими войсками. После подписания 22 августа 1910 года договора о присоединении Кореи к Японии на территории полуострова началось создание органов японской колониальной администрации. Во время японской оккупации японские колонисты привозили на Корейский полуостров японскую вишню, которую высаживали не только в сельской местности (для сбора урожая), но и в городах - как декоративное растение (так как это дерево считается одним из символов Японии). Наибольшее распространение на полуострове получил традиционный японский сорт сакуры "Есино" (также известный, как "токийская вишня"). В период после провозглашения независимости Южной Кореи в 1948 году неоднократно имели место случаи уничтожения этих деревьев.

## Стиль корейского сада

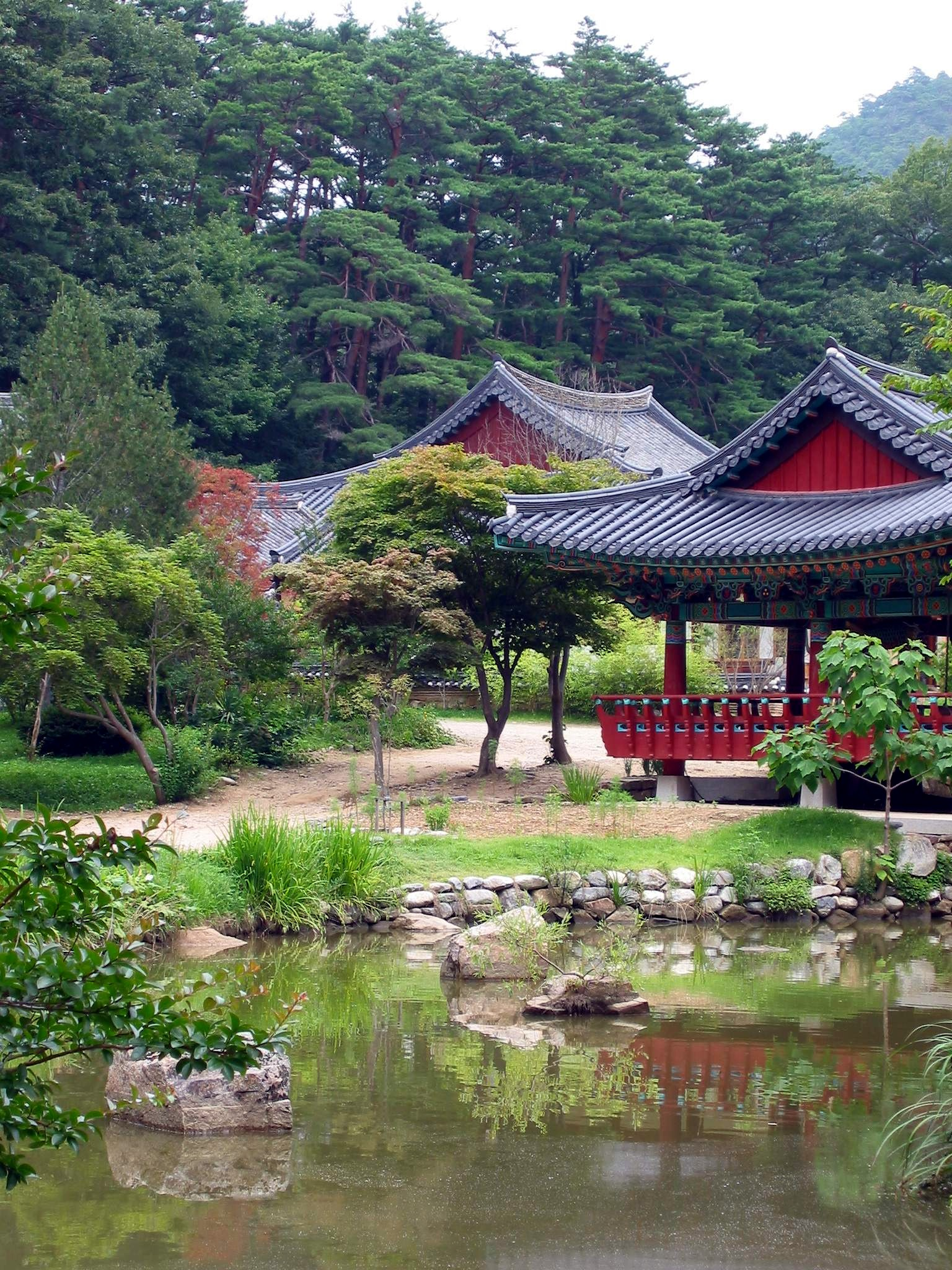
Храм Бурьёнгса

Подобно пейзажному парку, корейский сад натурален и прост. Природный пейзаж сада не испытывает повсеместных усилий человека по его формированию.
Корейский сад в целом можно разделить на 8 категорий: дворцы, частные резиденции, Byolso (деревенские), павильоны, буддийские храмы, совоны, королевские погребальные места и деревни.
Хотя каждый сад имеет свои уникальные особенности, но все они, как правило, включают в себя следующие элементы: форменные деревья, холмы, напоминающие горы, разных размеров рек и ручьи, маленькие круглые водоёмы, крупные водоёмы с островами, бамбук, сад камней, водопады, где это возможно, а также гранитные квадратные или круглые бассейны, грушевый и яблоневые и другие фруктовые деревья. Гармония зависит не от одной особенности или абсолютной формы, которая доминирует в общем виде.

## Наиболее представительные корейские сады
Наиболее представительные и незатронутые классические корейские сады находятся в трёх комплексах:
- Форт периода Пэкче на горе Iseong рядом с Сеулом, где были обнаружены многочисленные сады камней, изображающие черепах, драконов и фениксов.
- Когурёкский сад дворца Anak рядос с Пхеньяном, где были обнаружены остатки трёх камней Садового комплекса.
- Сад Анапчи (период Силла) в Кёнджу — наиболее известен тремя островами в пруду, рукотворными водопадами в два яруса, гранитными бассейнами круглой и квадратной формы, а также сотнями камней вместе с их изогнутым берегом.

Наиболее важные сады, часто исторические места отдыха, были обнаружены в:
- Задний сад дворца Чхандоккун, особенно, водоём Buyong с павильонами космического соединения.
- Храм Chongpyeong-sa рядом с Чхунчхоном.

## Восстановительные работы
Учёные Южной Кореи в настоящее время пытаются создать базу данных по рисункам, фотографиям и исследованию ландшафтов традиционных корейских садов, для того, чтобы, впоследствии, восстановить их (корейские сады).
Ходят слухи, что в КНДР пытаются воссоздать небольшой классический корейский сад, но подтверждений, пока, этому нет.

## Деревья, растения и символьный ландшафт корейского сада

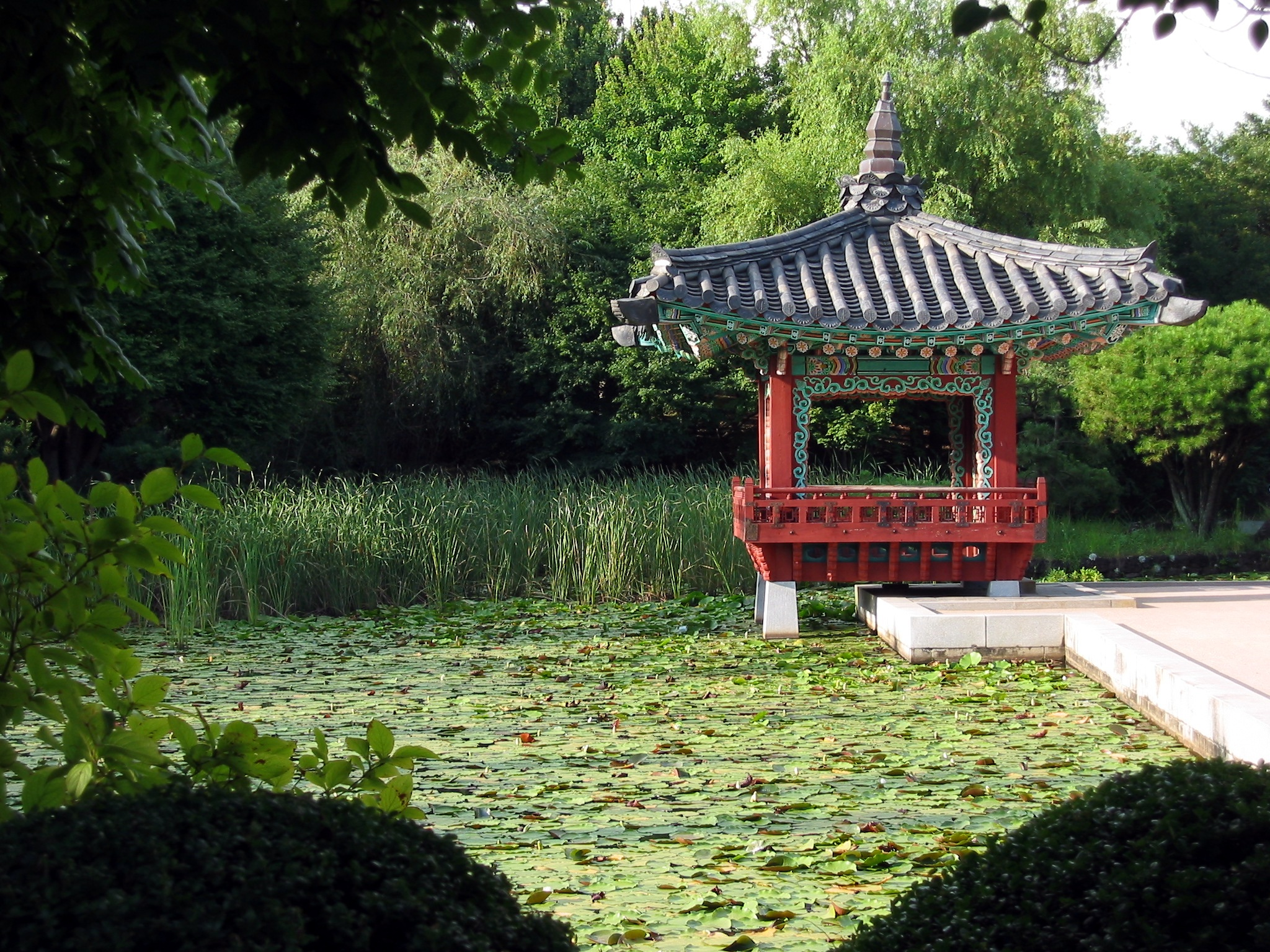
Сад на острове Чеджудо

Простые корейские сады включают в себя вечнозелёные деревья, например, большое количество разновидностей корейского кедра, как обязательные элементы, а также цветущие весной грушевые деревья, бамбуковые заросли рядом со вторыми входными воротами храмов и дворцов, прямо идущие и ограниченные крупного размера гравием неправильной формы, символизирующие верность и честность. Такие особенности очень заметны в восстановленных садах.
Местность корейских садов более склонна походить на природную, в отличие от традиционных китайских садов. Наличие в саду прямых дорожек не запрещено, но редко встречается. В устроении сада применяется Pungsu (корейский Фэн-шуй) — геомантия, по которой определяют, как правильно разместить стелы, залы и здания.

## Необычные особенности
Корейский сад интересен тем, что в нём обитают разные виды птиц. Животные были важным элементом для приданию сада природного вида. Каменные животные и их мотивы, а также живые рыбы, птицы и другие существа были обычным явлением для сада.
Корейский сад зачастую окружён декоративными павильонами. Учёные из знати янбан сидели в этих павильонах, построенных в любой части сада или природного места с видом на горы или ландшафты. Их использовали как места для расслабления и удовольствия или как места, где развлекали мужчин, или обсуждали разного рода дела. Игра в шахматы, рисование, отдых и прочая малоактивная деятельность осуществлялись в этих павильонах, из-за прекрасного вида и окружающей красоты.
Корейский сад часто имеет пруды и различные водоёмы, поэтому вода — важный элемент в любом саду, так как она необходима для полива растений и создания прохлады. Вода также была важна и в стародавние времена Кореи, так как ещё использовалась и как средство борьбы с пожарами. В корейском саду ценится тёмно-зелёный цвет воды, в отличие от Запада, где наиболее предпочтительным является голубой. Чистая вода в саду в основном встречается в виде ручьёв и природных источниках воды, но не в прудах, которые имеют искусственное происхождение. Иногда вода может иметь чёрный цвет. Это происходит в том случае, если в пруду есть камни. Лотосы — типичные растения в пруда, хотя также могут быть и другие виды.
«Huwon» во дворце Чхандоккун — огромный сад, показывающий совершенный стиль императорской семьи. В этом саду много деревьев, которым уже сотни лет, однако, за ними тщательно наблюдают и не подпускают к ним публику. Стиль «Huwon» сильно отличается от садов знати янбан, а также более совершенен. Однако, как и все корейские сады, он имеет природную красоту, в которой королевская семья могла отдыхать в своих персональных местах.

## Корейский сад за пределами Кореи
В 2002 году традиционный корейский сад Jardin d’Acclimatation был создан в Париже, в 2005 году - корейский сад общей площадью 4800 м² был открыт в парке «Грюнебург» (Grüneburgpark) в Франкфурте. В 2006 году традиционный корейский сад («Сад Сунчхон» общей площадью 5000 м², расположенный на территории Blottereau Park) был создан в городе Нант во Франции. 
Традиционные корейские сады есть на территории парка Erholungspark Marzahn в Берлине, в зоопарке Чапультепек (Zoológico de Chapultepec) в Мехико, в парке Gençlik в Анкаре (Турция), в Каире (Египет), в ботаническом саду Ван Дусена в Ванкувере, в резиденции корейского посла в городе Вашингтоне, в Лос-анджелеском древесном питомнике и ботаническом саду.
В 2012 году такой парк был создан в Киеве в Национальном ботаническом саду имени Н. Н. Гришко НАН Украины, в 2017 году - в Иркутске.

## Общество корейского сада
Общество традиционного корейского сада в Сеуле часто спонсирует лекции и туры корейских садоводов вместе с профессором Сим Угёном, который часто выступает как принимающий гостей и интерпретатор ландшафтов.